# Fu Manchu
Fu Manchu è un personaggio immaginario, del genere genio del male, inizialmente apparso in una serie di romanzi dello scrittore britannico Sax Rohmer ai primi del Novecento e che successivamente ha avuto numerose trasposizioni cinematografiche, televisive, teatrali e radiofoniche. Compare anche in opere di altri autori, divenendo l'archetipo del pericolo giallo ed è stato ispirazione per personaggi simili in altri opere come ad esempio nella serie dei romanzi e dei film di James Bond.

## Personaggio e comprimari
(The Insidious Dr. Fu Manchu)
Fu Manchu è un genio del male che ha l'obiettivo di far cadere la civiltà occidentale o la "razza bianca", scopo che persegue con gli stratagemmi più ingegnosi, grazie a una notevole astuzia e a un sofisticato uso delle scienze orientali; disdegna l'uso di armi da fuoco ed esplosivi, preferendo servirsi di dacoit, thug e membri di altre società segrete; i suoi agenti sono armati di coltelli ma possono usare armi non convenzionali come "pitoni, cobra reali... funghi e i miei piccoli alleati, i bacilli... i miei neri ragni" e altri animali o sostanze venefiche di origine naturale. La più notevole delle sue agenti è l'"amabilmente seduttiva" Karamaneh. Ad affiancarlo la figlia Fah Lo Suee, a sua volta una mente criminale deviata che complotta per assumere il controllo del Si-Fan.
I suoi avversari, dalla parte dell'ordine e dell'occidente, sono sir Denis Nayland Smith e il dottor Petrie di Scotland Yard, una coppia di investigatori nella più classica tradizione britannica..
Come Holmes e Watson, il dott. Petrie, medico, ha il compito di narratore mentre è Nayland Smith a sostenere la battaglia, opponendosi a Fu Manchu più grazie alla testardaggine e alla determinazione che alle doti intellettuali (usate più che altro in extremis). Nayland Smith e Fu Manchu nutrono una peculiare forma di rispetto l'uno per l'altro, essendo entrambi della vecchia scuola in cui un uomo dà la sua parola anche ad un nemico.
Secondo Cay Van Ash (un amico e biografo di Sax Rohmer, che scrisse i seguiti autorizzati Ten Years Beyond Baker Street e The Fires of Fu Manchu) "Fu Manchu" era un titolo onorifico, che significava "il marziale Manciù ("the Warlike Manchu)." Si è ritenuto che il personaggio fosse un membro della famiglia imperiale che parteggiava per i perdenti nella rivolta dei Boxer. Nelle prime opere Fu Manchu è un assassino inviato in missione dal Si-Fan, ma fa rapidamente carriera per diventare il capo della pericolosa società segreta. All'inizio, l'obiettivo del Si-Fan è cacciare via gli europei dall'Asia; in seguito, il gruppo tenta di intervenire più generalmente nella politica mondiale, al contempo finanziandosi attraverso il crimine organizzato.

## Impatto culturale
Il personaggio di Fu Manchu è divenuto un esempio controverso di razzismo che si ritrovava frequentemente nelle rappresentazioni occidentali dei cinesi di quel tempo. Il personaggio è spesso associato al tema del pericolo giallo, cioè la paura che gli asiatici possano aggredire le nazioni occidentali e dominare il mondo.
Fu Manchu è anche uno dei primi esempi di supercriminale, assieme al professor Moriarty, che ne costituisce l'unico predecessore.
Ha ispirato numerosi altri personaggi e costituisce il modello per la maggior parte dei cattivi nei successivi thriller basati sul pericolo giallo. Tra gli esempi vi sono Pao Tcheou (detto il "maestro dell'invisibile"), Li Chang Yen da Poirot e i quattro (The Big Four, 1927) con Hercule Poirot, il dottor No avversario di James Bond, David Lo-Pan da Grosso guaio a Chinatown (1986). Nell'ambito dei fumetti si possono ricordare Ming lo spietato, l'acerrimo nemico di Flash Gordon (1934), il Mandarino (1964), avversario di Iron Man, e l'Artiglio Giallo apparso in alcune storie Marvel Comics che avevano come protagonisti lo S.H.I.E.L.D. e i suoi agenti. Il singolare destino del copyright legato al famoso supercriminale ha voluto che proprio la Marvel (che se ne era ispirata negli anni sessanta per alcuni suoi "villain" orientali) li acquisisse alla fine del decennio successivo (in pieno "boom" dei 'kung-fu movies') per farlo apparire come nemesi di un nuovo personaggio: Shang-Chi.
Il caratteristico stile di acconciatura del viso è divenuto noto come "baffi alla Fu Manchu".

## Narrativa

### Romanzi e racconti di Sax Rohmer
- The Mystery of Dr. Fu-Manchu, 1913 (titolo statunitense The Insidious Dr. Fu-Manchu). Raccolta di brevi racconti originariamente pubblicati in riviste. Il primo fu The Zayat Kiss pubblicato nel 1912 in The Storyteller.
  - Il mistero del dott. Fu Manchu, traduzione di L. Padovano, I Libri Misteriosi 4, Firenze, Bemporad, 1931.
  - Pericolo Giallo, I Gialli Moderni 36, Editrice Impero, Milano, 30 aprile 1938.
  - Il diabolico complotto del Dr. Fu Manchu, Biblioteca del Giallo Mondadori, Mondadori, 1980.
  - Il diabolico cinese, Compagnia del Giallo, Corriere della Sera, 1998.
- The Return of Dr Fu Manchu, 1916.
  - ed.it. L'ombra del Cinese, La Rivista Gialla 6, Edizioni Alfa della S.A. Milano, Edizioni Elit, giugno 1933 (tr. non indicato).
  - Il Medico Cinese, Milano, SACSE, 1936 (tr. non indicato).
- The Hand of Fu Manchu, 1917.
  - Il fiore del silenzio, traduzione di Mario Benzi, I Gialli della Quercia 2, Edizioni della Quercia, Milano, aprile 1939.
  - Il fiore del silenzio, traduzione di Mario Benzi, I Romanzi del Cigno, Milano, Edizioni Economiche Italiane.
- Daughter of Fu Manchu, 1931.
  - Il diabolico complotto del Dr. Fu Manchu, Biblioteca del Giallo Mondadori, Mondadori, 1980.
- The Mask of Fu Manchu, 1932.
  - La maschera di Fu-Manchu, traduzione di Secondo Gerevini I capolavori polizieschi, Edizioni Attualità, Milano.
- The Bride of Fu Manchu, 1933.
  - La schiava di Fu Manchu, Edizioni Sugar, 1966.
  - Il diabolico complotto del Dr. Fu Manchu, Biblioteca del Giallo Mondadori, Mondadori, 1980.
- The Trail of Fu Manchu, 1934.
- President Fu Manchu, 1936.
- The Drums of Fu Manchu, 1939.
- The Island of Fu Manchu, 1940.
- The Shadow of Fu Manchu, 1948.
  - L'ombra di Fu Manciù, Il romanzo per tutti #11, 1 giugno 1949.
- Re-Enter Fu Manchu, 1957.
- Emperor Fu Manchu, 1959.
- The Wrath of Fu Manchu, 1973. Antologia postuma contenente il racconto che le dà il titolo, inizialmente pubblicato nel 1952, e tre successivi romanzi brevi: The Eyes of Fu Manchu, 1957, The Word of Fu Manchu, 1958, e The Mind of Fu Manchu, 1959.

### Altri autori
- Ten Years Beyond Baker Street: Sherlock Holmes Matches Wits with the Diabolical Dr. Fu Manchu (1984). Primo di due seguiti autorizzati di Cay van Ash, assistente e biografo di Sax Rohmer. Il romanzo si situa in un intervallo tra la narrazione del terzo romanzo di Rohmer su Fu Manchu, The Hand of Fu Manchu (1917) e la storia di Sherlock Holmes di Arthur Conan Doyle His Last Bow (1917).
- The Fires of Fu Manchu (1987). Il secondo dei due seguiti autorizzati di Cay van Ash. Il romanzo è ambientato nel 1917 e cade tra il romanzo di Rohmer The Hand of Fu Manchu (1917) e Daughter of Fu Manchu (1931).
- The League of Dragons fu un romanzo inedito e non autorizzato in cui era coinvolto un giovane Sherlock Holmes che affronta Fu Manchu agli inizi del Novecento. L'autore dell'opera, George Alec Effinger, ha lavorato per parecchi decenni per completare e pubblicare il libro. Alcuni estratti ne sono stati pubblicati nelle antologie Sherlock Holmes in Orbit (1995) e My Sherlock Holmes (2003).
- The Terror of Fu Manchu è il titolo di un'opera di Patrick Maynard pubblicata nel 2009[7]. È ambientata in un vuoto narrativo di The Hand of Fu Manchu (1917). Denis Nayland Smith e il suo compagno Dott. Petrie si ritrovano ad incrociare le trame del Si-Fan e il famoso detective francese Gaston Max.

## Trasposizioni

### Cinema
- The Queen of Hearts, regia di A.E. Coleby (1923). Film muto britannico con H. Agar Lyons nel ruolo di Fu Manchu.
- The Mysteries of Fu Manchu (1923). Serial britannico muto con H. Agar Lyons.
- The Further Mysteries of Fu Manchu (1924). Serial britannico muto con H. Agar Lyons.
- Il drago rosso (The Mysterious Dr. Fu Manchu), regia di Rowland V. Lee (non accreditato) (1929). Film statunitense con Warner Oland (meglio noto per avere interpretato Charlie Chan). Primo film sonoro sul personaggio.
- The Return of Dr. Fu Manchu (1930). Con Warner Oland.
- Paramount on Parade (1930). Con Warner Oland.
- La figlia di Fu Manchu (Daughter of the Dragon), regia di Lloyd Corrigan (1931), interpretato da Warner Oland.
- Drums of Fu Manchu (1940). Serial di 15 episodi, edito da Republic Pictures, è considerato uno dei migliori fatti dallo studio a cui doveva seguire Fu Manchu Strikes Back, ma il Dipartimento di Stato convinse il produttore ad abbandonare il progetto dato che la Cina era alleata degli Stati Uniti contro il Giappone.
- La maschera di Fu Manciu (The Mask of Fu Manchu), regia di Charles Brabin con la collaborazione di Charles Vidor (1932), con Boris Karloff.
- El otro Fu-Man-Chú (1946) scritto e diretto da Ramón Barreiro, film spagnolo.
- Fu Manchu A.S.3 - Operazione tigre (The Face of Fu Manchu), regia di Don Sharp (1965), con Christopher Lee.
- Il giorno dei fazzoletti rossi (The Brides of Fu Manchu), regia di Don Sharp (1966), con Christopher Lee.
- La vendetta di Fu Manchu (The Vengeance of Fu Manchu), regia di Jeremy Summers (1967), con Christopher Lee.
- The Blood of Fu Manchu, regia di Jesús Franco (1968), con Christopher Lee.
- Il castello di Fu Manchu (The Castle of Fu Manchu), regia di Jesús Franco (1968), con Christopher Lee.
- Il diabolico complotto del dottor Fu Manchu (The Fiendish Plot of Dr. Fu Manchu) (1980), parodia con Peter Sellers nel ruolo di Fu.

In Grindhouse di Quentin Tarantino appare un falso trailer (intitolato Werewolf Women of the SS) in cui il dottor Fu Manchu (interpretato da Nicolas Cage) crea una donna licantropo.
Il personaggio della figlia di Fu Manchu, interpretato da Lina Romay, è inoltre protagonista di Esclavas del crimen, regia di Jesús Franco (1986).

### Televisione
Fu Manchu fu portato inizialmente in televisione nel cortometraggio della NBC del 1952 The Zayat Kiss con protagonista John Carradine. Avrebbe dovuto essere una serie di film gialli con il personaggio, ma fu realizzato solo questo.
Nel 1955-1956 Hollywood Pictures (una sussidiaria di Republic Pictures) produsse un programma di 13-episode in syndication, The Adventures of Fu Manchu con protagonista Glenn Gordon e diretto dal regista seriale Frank Andreon.

### Radio
La prima comparsa di Fu Manchu alla radio fu nella Collier Hour 1927-1931 per il Blue Network. Si trattava di un programma radiofonico pensato per promuovere la rivista Colliers che presentava settimanalmente drammatizzazioni delle storie e serie in voga. La voce di Fu Manchu era di Arthur Hughes. Seguì una trasmissione con titolo proprio sulla CBS nel 1932-33. Ad interpretare il personaggio John C. Daly e in seguito Harold Huber.
In aggiunta, vi furono delle trasmissioni "pirata" dal Continente verso la Gran Bretagna, da Radio Lussemburgo e Radio Lione nel 1936 fino al 1937. Frank Cochrane dava la voce a Fu Manchu. La BBC produsse una serie concorrente, The Peculiar Case of the Poppy Club, a partire dal 1939. Lo stesso anno The Shadow of Fu Manchu fu trasmesso in America.
L'ultima serie radiofonica dedicata al personaggio fu The Insidious Dr. Fu Manchu, trasmessa nel 1944 sulla NBC.

### Fumetti

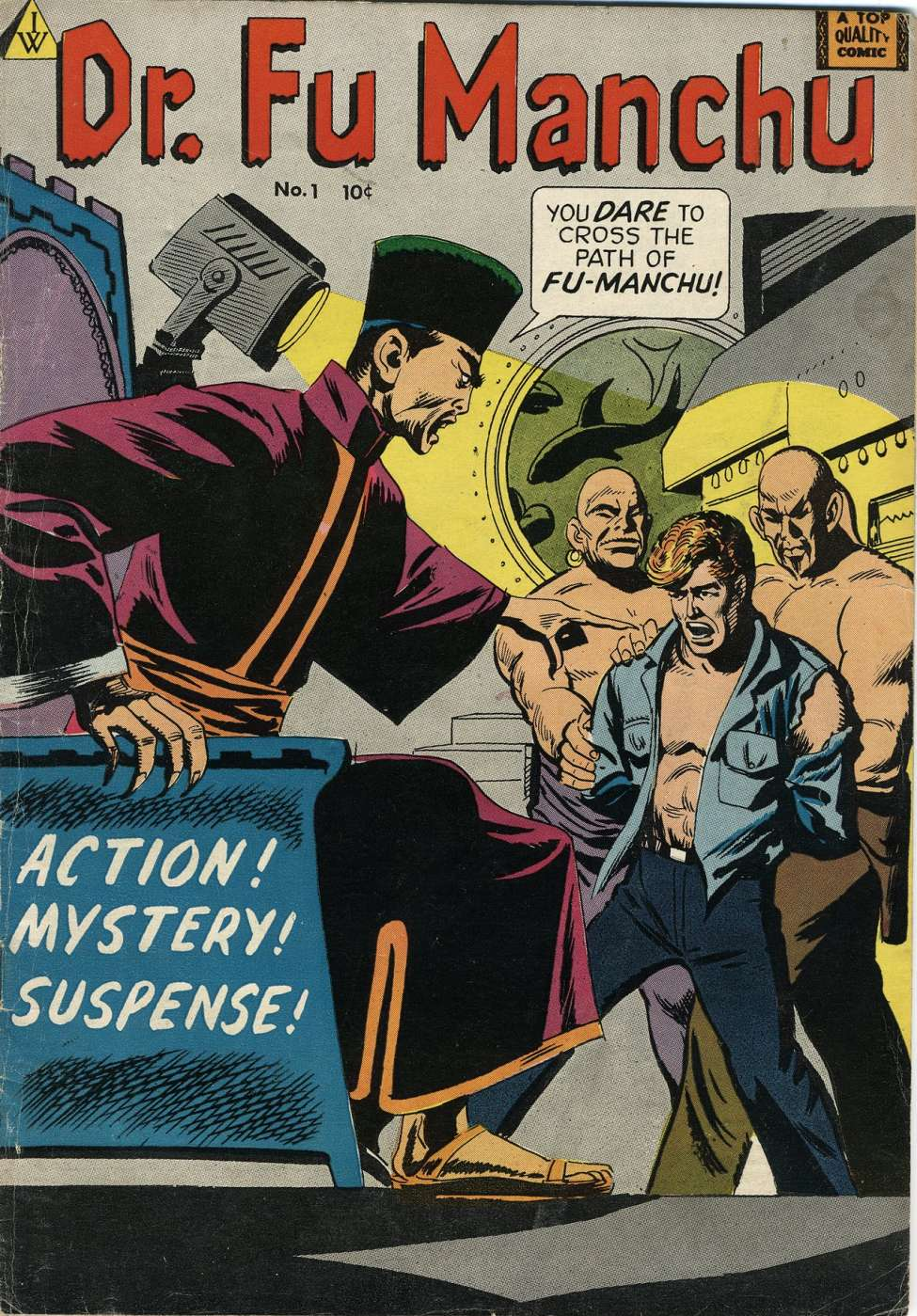
Copertina del Dr. Fu Manchu, 1958, I. W. Pubblicazioni per Carl Burgos, la rivista presentava la repubblicazione di The Mask del Dr. Fu Manchu di Avon Comics, 1951.

Fu Manchu venne inizialmente trasposto nei fumetti in una striscia quotidiana in bianco e nero disegnata da Leo O'Mealia, dal 1931 al 1933. La striscia era l'adattamento dei primi due romanzi di Rohmer e di una parte del terzo. I loro diritti d'autore erano accreditati a "Sax Rohmer and The Bell Syndicate, Inc."
Fu Manchu fece la sua prima apparizione in un albo a fumetti in Detective Comics n. 17, per continuare, come una delle varie serie antologiche, fino al n. 28. Si trattava delle ristampe delle strisce disegnate da Leo O'Mealia. Il serial Drums of Fu Manchu ha avuto due adattamenti: nel 1940, del Chicago Tribune, inizialmente era un fotoromanzo, ma in seguito fu illustrato da un artista non identificato e nel 1943 dallo spagnolo José Grau Hernández.
Per una storia originale del personaggio a fumetti si sarebbe dovuto attendere fino al 1951, con The Mask of Dr. Fu Manchu dal disegnatore Wally Wood della Avon.
Una striscia fu pubblicata dal quotidiano francese Le Parisien libéré dal 1962 al 1973, dalla scrittrice Juliette Benzoni e dal disegnatore Robert Bressy.
Per ironia della sorte, in seguito Fu Manchu, nelle sue più sostanziose apparizioni negli albi a fumetti, sarebbe apparso senza citarne il nome oppure sotto pseudonimo. Negli anni settanta, Fu Manchu comparve come padre del personaggio di Shang-Chi nella serie Shang-Chi, maestro di Kung-Fu (Shang-Chi, Master of Kung Fu). La Marvel Comics tuttavia perse ben presto i diritti sul personaggio, così nelle sue successive apparizioni Fu Manchu non è mai chiamato per nome, ci si riferisce a lui come al 'padre' di Shang e non viene mai mostrato in piena luce (aumentando - se possibile - l'atmosfera tenebrosa del personaggio per i fan). In una sceneggiatura per una storia di Pantera Nera, pubblicata nel 2005, è chiamato "Mr. Han", apparentemente un gioco di parole basato sul nome del principale cattivo in Enter the Dragon. In Secret Avengers # 6-10, lo scrittore Ed Brubaker ha soppiantato ufficialmente l'intera questione attraverso una trama in cui un gruppo di agenti di S.H.I.E.L.D. risuscitava una versione zombificata di Fu Manchu solo per scoprire che "Fu Manchu" era solo un alias; il padre di Shang-Chi era in realtà Zheng Zu, un antico stregone cinese che scoprì il segreto dell'immortalità.

## Influenza nella cultura di massa
- Il cattivo cinese Dottor Julius No nel romanzo di James Bond Doctor No di Ian Fleming del 1958 era basato su Fu Manchu, e Fleming spesso citava Sax Rohmer come un'ispirazione.
- Fu Manchu fa la sua apparizione, ma solo come "Il dottore" nella serie a fumetti di Alan Moore La lega degli straordinari gentlemen (The League of Extraordinary Gentlemen). Moore non poteva usare il nome del personaggio perché non ne deteneva i diritti di copyright.
- Fu Manchu e sua figlia sono l'ispirazione per il personaggio di Hark e della figlia Anna Hark nella serie a fumetti Planetary.
- Il romanzo di Kim Newman Anno Dracula ha un personaggio conosciuto come "The Chinaman," che è un Fu Manchu in veste anonima.
- 'Fred' Fu Manchu è stato un personaggio in vari episodi di The Goon Show, interpretando svariati ruoli di cattivo. Gli fu anche dedicato un episodio del Goon Show, Fred Fu Manchu and His Bamboo Saxophone
- Le storie di Fu Manchu sono parodiate nella serie radiofonica Round The Horne, con "Dr. Chu N. Ginsberg, MA (failed)" interpretato da Kenneth Williams. ISBN 0-563-40991-6
- Don't Fool With Fun Manchu (non scherzare con Fu Manchu) è una canzone degli anni sessanta dei The Rockin' Ramrods
- Fu Manchu è un brano ska del cantante giamaicano Desmond Dekker.
- Fu Manchu è una rock band stoner del sud della California, costituita nel 1987.
- Live Like You Were Dying di Tim McGraw conteneva un toro inferocito chiamato Fu Manchu.
- Nel libro Comica finale (Slapstick) di Kurt Vonnegut, Fu Manchu è un capo di Stato cinese miniaturizzato.
- Fu Manchu è il nome assegnato ad uno dei primi virus che attaccarono il sistema operativo MS-DOS.
- Nel film di Federico Fellini Amarcord (1973), Fu Manchu è il motociclista ignoto che transita a tutta velocità per le strade del paese, scandendo le stagioni.